# Channapura, Somvarpet
Channapura là một làng thuộc tehsil Somvarpet, huyện Kodagu, bang Karnataka, Ấn Độ.